# 3秒後、野獣。〜合コンで隅にいた彼は淫らな肉食でした
『3秒後、野獣。〜合コンで隅にいた彼は淫らな肉食でした』（さんびょうごやじゅう ごうコンですみにいたかれはみだらなにくしょくでした）は、百瀬こあによる漫画作品。2020年12月4日よりコミックシーモアほかにて連載。

## あらすじ
大学生の久米紬は、付き合うなら草食系男子がいいと考えており、合コンで出会った東条要に惹かれる。要を草食系だと思い油断していた紬だったが、自宅まで送ってくれた直後に急に迫られてしまう。

## 登場人物
声はオンエア版 / プレミアム版の声優。
東条要
声 - 矢野奨吾 / 魁皇楽
大学3年生で、ダンスサークル所属。草食系男子扱いされているが、実は肉食系。
久米紬
声 - 杉山里穂 / 栄冠しょこら
上京したばかりの大学1年生。
小豆沢悠人
声 - 広瀬裕也 / 蒼井夕真
要の幼なじみのパティシエ見習い。

## 書誌情報
- 百瀬こあ 『3秒後、野獣。〜合コンで隅にいた彼は淫らな肉食でした』 彗星社〈Clair TL comics〉、既刊6巻（2024年8月16日現在）
  1. 2022年3月18日発売[3]、ISBN 978-4-434-29773-1
  2. 2022年4月18日発売[4]、ISBN 978-4-434-29774-8
  3. 2022年11月18日発売[5]、ISBN 978-4-434-30790-4
  4. 2023年5月18日発売[6]、ISBN 978-4-434-31684-5
  5. 2023年10月18日発売[7]、ISBN 978-4-434-32386-7
  6. 2024年8月16日発売[8]、ISBN 978-4-434-33957-8

## テレビアニメ
『3秒後、野獣。〜合コンで隅にいた彼は肉食でした』のタイトルで2022年4月4日から6月6日までTOKYO MX、BS11にて放送。AnimeFestaでは、年齢制限のあるプレミアム版が独占配信される。
放送前週には「新番組『3秒後、野獣。〜合コンで隅にいた彼は肉食でした』特番〜東条要の危険な合コン初出し映像！」を放送したほか、4話の翌週と7話の翌週にはそれぞれ番外編となる声優特番4.5話「チキチキ！要を理解してるのは俺だ！」および7.5話「格付けしあう野獣たち」を放送。

### スタッフ
- 監督 - 中村良[2]
- 企画・プロデュース - 瀬川章子
- 脚本 - 津山伊達[2]
- キャラクターデザイン - 栗林安土流十五[2]
- 色彩設計 - 戸塚由紀子[2]
- 美術監督 - 舘藤健一[2]（第1話 - 第3話、第5話、第8話）、藤田勉公（第4話、第6話 - 第8話）
- 撮影監督 - 柳靖孝[2]
- 撮影 - YY.product[2]
- 編集 - うまれん
- 音響監督 - 西山寛基[2]
- 音響制作 - スタジオマウス[2]
- プロデューサー - 渡部加奈
- 制作プロデューサー - 植田慎也
- アニメーション制作 - ステイプルエンタテインメント[2]
- 製作 - 彗星社[2]

### 主題歌
「花手水」
東条要（矢野奨吾）によるオンエア版主題歌。作詞・作曲・編曲は柊莉⾳、監修は小林達矢。

### 各話リスト
| 話数 | サブタイトル                       | コンテ   | 演出   | 作画監督   | 総作画監督 | 初放送日      |
| ---- | ---------------------------------- | -------- | ------ | ---------- | ---------- | ------------- |
| #1   | 彼こそ私が探してた草食系男子!?     | にしやん | 中村良 | 扇多恵子   | 扇多恵子   | 2022年 4月4日 |
| #2   | 続き、して欲しくなった？           | にしやん | 中村良 | 片岡康治   | 扇多恵子   | 4月11日       |
| #3   | 久々にバトルしようや               | にしやん | 中村良 | 中弥幸一   | 扇多恵子   | 4月18日       |
| #4   | 柄にもなく恋愛がしたいと思ったんだ | にしやん | 中村良 | 大飛龍狂一 | 扇多恵子   | 4月25日       |
| #5   | 俺がダメ男を査定してやるよ         | にしやん | 中村良 | 片岡康治   | 扇多恵子   | 5月9日        |
| #6   | お前が鈍いのは知ってるけどさ       | にしやん | 中村良 | 大飛龍狂一 | 相良一     | 5月16日       |
| #7   | いっそ僕そのものを選んでよ         | にしやん | 中村良 | 扇多恵子   | 扇多恵子   | 5月23日       |
| #8   | 俺が抱きしめてキスしたいのは…      | 中村良   | 中村良 | 扇多恵子   | 扇多恵子   | 6月6日        |

### 放送局
| 放送期間              | 放送時間                     | 放送局   | 対象地域 | 備考                  |
| --------------------- | ---------------------------- | -------- | -------- | --------------------- |
| 2022年4月4日 - 6月6日 | 月曜 1:00 - 1:05（日曜深夜） | TOKYO MX | 東京都   |                       |
|                       |                              | BS11     | 日本全域 | BS放送 / 『ANIME+』枠 |

インターネットではYouTube、ニコニコ動画、dアニメストア、U-NEXT、アニメ放題、ビデオマーケットにて月曜1時にオンエア版が配信され、AnimeFestaでは年齢制限のあるプレミアム版も含めて先行配信される。